# Fabricio Reyes
Fabricio Gabriel Reyes (Luis Burela, Salta, Argentina; 25 de agosto de 1993) es un futbolista argentino.
Juega de delantero y es recordado por sus actuaciones en Central Norte de Salta, donde fue goleador en tres certámenes oficiales, logrando un ascenso al Torneo Federal A.
Actualmente se encuentra disputando el Torneo Federal Regional Amateur en Sportivo Pocitos de Salvador Mazza.

## Clubes
| Club               | País      | Año       | Goles   |
| ------------------ | --------- | --------- | ------- |
| Deportivo San Luis | Argentina | 2011-2012 | ¿?      |
| Río Dorado         | Argentina | 2013-2014 | 3 + ¿?  |
| Deportivo Tabacal  | Argentina | 2014-2015 | 19 + ¿? |
| Central Norte (S)  | Argentina | 2016-2017 | 31      |
| Villa Primavera    | Argentina | 2018      | 7       |
| Deportivo Tabacal  | Argentina | 2018      | ¿?      |
| Central Norte (S)  | Argentina | 2019-2023 | 36      |
| Sportivo Pocitos   | Argentina | 2023-act. | ¿?      |

## Palmarés
| Equipo                           | Torneo                                   | Año  |
| -------------------------------- | ---------------------------------------- | ---- |
| Deportivo San Luis (Luis Burela) | Liga Anteña                              | 2011 |
| Deportivo San Luis (Luis Burela) | Liga Anteña                              | 2012 |
| Central Norte                    | Torneo Regional Federal Amateur          | 2019 |
| Sportivo Pocitos                 | Liga Departamental de General San Martín | 2023 |
| Sportivo Pocitos                 | Liga Departamental de General San Martín | 2024 |

### Distinciones individuales
| Distinción                                               | Año  |
| -------------------------------------------------------- | ---- |
| Goleador del Torneo Federal B (10 goles).                | 2016 |
| Goleador del Torneo Federal B Complementario (18 goles). | 2016 |
| Goleador del Torneo Regional Federal Amateur (16 goles). | 2019 |

Otros logros
- Subcampeón de: Torneo Federal B Complementario 2016 y 2017 con Central Norte. De Copa Salta 2024 con Sportivo Pocitos.